# Нуженалы
Нуженалы (мар. Нужанал) — деревня в Горномарийском районе Республики Марий Эл. Входит в состав Еласовского сельского поселения.

## География
Находится в юго-западной части республики Марий Эл на расстоянии приблизительно 14 км на юг-юго-запад от районного центра города Козьмодемьянск.

## История
В XVI—XVIII веках деревня была известна как Юл Кушерга. В 1898 году это селение зафиксировано под названием «Юль Кушерга, Нуженалы тож, Пибайкино при реке Юнге». В 1717 году в ясачной общине-деревне «Юль Кушерга» с выселками было 37 дворов (185 человек). В 1795 году в этой же общине числилось 69 дворов (537 человек); в том числе непосредственно в деревне Юль Кушерга — 16 дворов, а выселках из неё — Верхняя Шелаболка — 30 дворов и Кулаков — 23 двора. В 1859 году в околодке Нуженал было 25 дворов (156 человек); в 1897 году — 41 двор (198 человек), в 1915 году — 39 дворов с населением в 187 человек. В 1919 году в деревне Нуженалы в 42 дворах проживало 202 человека, а в 1925 году — 218 человек. В 2001 году здесь был 41 двор, в том числе 7 пустующих. В советское время работали колхозы "Новый путь «Коммунизм», позднее СПК «Еласовский».

## Население
Население составляло 89 человек (горные мари 96 %) в 2002 году, 72 в 2010.